# 배순정려비
배순정려비(裵純旌閭碑)는 대한민국 경상북도 영주시 순흥면 배점리에 있는 정려비이다. 1993년 2월 25일 경상북도의 유형문화재 제279호로 지정되었다.

## 개요
정려비는 충신·효자·열녀 등의 언행과 정신을 기리기 위하여 그들이 살던 마을의 입구에 세워두는 것으로, 이 비는 조선시대 중기에 이 지방에서 대장간을 하던 배순 선생을 위하여 세운 것이다.
배순 선생은 천성이 유순하고 효성이 지극하며, 학문에도 뜻이 있어 퇴계 이황의 제자가 되었다. 유일한 평민 제자였던 그는 퇴계 선생이 세상을 떠나자 삼년복(三年服)을 입고, 철을 이용해 스승의 상을 만들어 기리는 등 제자의 예를 다하였다. 광해군 7년(1615) 충신으로 표창되었다.
비는 소박한 받침돌 위에 비몸을 세웠으며, 윗쪽으로 갈수록 조금씩 넓어졌다. 인조 27년(1649) 그의 손자인 배종이 비를 세웠으며, 영조 31년(1755) 7대 외손인 임만유가 ‘충신’이라는 글귀를 넣어 고쳐 세웠다. ‘배점리’라는 이 마을이름은 배순이 죽은 후, 주민들이 정려각을 세우면서 붙인 것이다.

## 참고 자료
- 배순정려비 - 국가유산청 국가유산포털